# Oxytelus invenustus
Oxytelus invenustus är en skalbaggsart som beskrevs av Thomas Casey 1894. Oxytelus invenustus ingår i släktet Oxytelus och familjen kortvingar. Inga underarter finns listade i Catalogue of Life.